# Водоносицы
«Водоносицы» — пьеса древнегреческого драматурга V века до н. э. Софокла, текст которой почти полностью утрачен.
Пьеса упоминается в схолии к первому стиху трагедии Софокла «Антигона». Сохранились два небольших фрагмента текста: «…На акестейской колеснице он // Стоит стопой уверенной» и «…Открыта всем обитель Амфитриты». У исследователей нет никаких данных о сюжете пьесы и её жанровой принадлежности.
Известно, что перу Эсхила принадлежала трагедия «Семела, или Водоносицы», текст которой тоже утрачен.